# Sjöbo
Sjöbo er et byområde i det sydlige Skåne. Den er hovedby i Sjöbo kommune, Skåne län, Sverige.
Byen ligger cirka 25 kilometer nord for Ystad. Byens navn stammer fra, at den før har ligget mellem et par moser og åbne vandområder.
Hvert år siden 1864 er der et stort hestemarked i byen. Det er Skånes og Sveriges største hestemarked. Sjöbo ligger i en egn med gamle markedstraditioner.